# روبرت أتويل
روبرت أتويل (بالإنجليزية: Robert Atwell)‏ هو قسيس بريطاني، ولد في 3 أغسطس 1954 في إيلفورد ‏ في المملكة المتحدة.